# 刘桥街道
刘桥街道，是中华人民共和国安徽省淮北市相山区下辖的一个乡镇级行政单位。

## 行政区划
刘桥街道下辖以下地区：
东社区、恒源社区、北社区和西社区。